# Bascopé Point
Bascopé Point är en udde i Antarktis. Den ligger på Greenwich Island i Sydshetlandsöarna. Argentina, Chile och Storbritannien gör anspråk på området.
Terrängen inåt land är lite kuperad. Havet är nära Bascopé Point åt nordväst. Trakten är glest befolkad. Närmaste befolkade plats är Maldonado Station, 4,8 kilometer nordväst om Bascopé Point.